# Пет сантиметра в секунда
„Пет сантиметра в секунда“ (на японски: 秒速５センチメートル) е японска аниме романтичен филм от 2007 година на режисьора Макото Шинкай по негов собствен сценарий.
Филмът получава Азеатско-тихоокеанска филмова награда за най-добър пълнометражен анимационен филм, както и наградата „Lancia Platinum Grand Prize“ за най-добър анимационен филм или работа със специални ефекти в Болоня.

## Издание
Филмът става основа на едноименни роман и манга на Макото Шинкай. Книгата е издадена на 19 ноември 2007 г. от компанията „Media Factory“, а мангата – между 22 ноември 2010 г. и 22 април 2011 г. от компанията „Kodansha“ в списание „Afternoon“ в два тома.

## Персонажи
- Такаки Тоно
- Акари Шинохара
- Канае Сумида
- Сестра на Канае

## Музика
Музиката е написана от композитора Тенмон, а саундтракът има обща продължителност 28 минути.
1. Cherry Blossom Extract (桜花抄 Okasho?) – 4:51
2. Distant Everyday Memories (想い出は遠くの日々 Omoide ha Tooku no Hibi?) – 1:41
3. Irritation (焦燥 Shousou?) – 1:09
4. Snow's Station (雪の駅 Yuki no Eki?) – 2:19
5. Kiss – 3:13
6. Kanae's Feelings (力ナエの気持ち Kanae no Kimochi?) – 1:47
7. Dream (夢 Yume?) – 1:40
8. Poem of Sky and Sea (空と海の詩 Sora to Umi no Shi?) – 2:00
9. The Feeling That Doesn't Reach (届かない気持ち Todokanai Kimochi?) – 1:41
10. END THEME – 2:52
11. One more time, One more chance PIANO ver. (Bonus Track) – 5:00

## Премиери
Филмът е показван в Япония, САЩ, Канада, Турция, Италия, Германия, Естония, Холандия, Франция, Унгария и други.